# 발레리 카멘스키
발레리 빅토로비치 카멘스키(러시아어: Вале́рий Ви́кторович Каме́нский, 1966년 4월 18일~)는 소련과 러시아의 아이스하키 선수로 포지션은 레프트윙이다. 소련 국가대표 선수였으며, 1991년부터 2002년까지 퀘벡 노르딕스, 콜로라도 애벌랜치, 뉴욕 레인저스, 댈러스 스타스, 뉴저지 데블스 등 내셔널 하키 리그(NHL)의 팀에서 활동했다. 
그는 소련과 러시아 대표팀의 일원이었으며 소련 국가대표 선수로서 1988년 하계 올림픽 금메달과 세계 선수권 대회 금메달 3개, 은메달 1개, 동메달 1개를 획득했고 러시아 국가대표 선수로서 1998년 동계 올림픽에서 은메달을 획득했다.

## 클럽 경력
카멘스키는 1966년 러시아 SFSR의 모스크바주의 도시인 보스크레센스크에서 태어났다. 1982년에 자신의 고향인 보스크레센스크를 연고로 하는 소비에트 챔피언십 리그의 히미크 보스크레센스크에 입단하였으며, 1985년에 CSKA 모스크바로 팀을 옮겼다. 1988년에 북아메리카 프로 아이스하키 리그인 내셔널 하키 리그(NHL)의 드래프트 7라운드에서 퀘벡 노르딕스에게 우선 순위 129위로 지명되었으며, 소련이 붕괴된 1991년에 퀘벡 노르딕스에 입단하였다.
1991-92 시즌부터 퀘벡의 선수로 활동한 카멘스키는 팀의 재정 악화로 인해 해체 위기에 놓이자 1994-95년 시즌에 스위스의 프로 아이스하키팀인 HC 암브리 피오타로 임대 선수 생활을 했다. 이후 퀘벡 노르딕스가 연고 이전 및 인수를 통해 콜로라도 애벌랜치로 재창단되자 다시 합류하여 클로드 르미외와 함께 팀의 좌우 쌍포로 활동하여 밴쿠버 캐넉스, 시카고 블랙호크스, 디트로이트 레드윙스, 플로리다 팬서스를 연파하고 1996년 스탠리 컵 쟁취에 기여했다. 카멘스키는 첫 시즌인 1995-96 시즌에서 승점 85점을 기록하였다. 1998년에는 NHL 올스타전에 월드팀으로 참가하였으며, 1999-2000 시즌에 뉴욕 레인저스로 이적하였다. 이후 댈러스 스타스와 뉴저지 데블스 등의 NHL 팀에서 활동하다가 2003년에 다시 러시아로 돌아와 자신의 선수 시절 첫 팀인 러시아 슈퍼 리그의 히미크 보스크레센스크를에서 활동하다가 2005년에 은퇴했다. 카멘스키는 히미크의 선수로서 소련 시절을 포함하여 329경기에 출전하고 122골을 넣었다.

## 국가대표팀 경력
1980년대 중반부터 소련 국가대표로 활동했고, 1985년과 1986년에 세계 주니어 선수권 대회에 참가하여 동메달과 금메달을 획득하였다. 1986년 2월 10일에 스웨덴과의 친선 경기를 통해 소련 국가대표 첫 경기을 치렀다. 이 경기는 7-4로 소련이 승리했다. 1988년에 캐나다 캘거리에서 열린 올림픽에 소련 국가대표로 참가하였으며, 8경기에 출전하여 4골을 넣고 어시스트 2개를 기록하여 소련 대표팀의 금메달 획득에 기여하였다. 또 세계 아이스하키 선수권 대회에서도 소련 국가대표로 활동하여 1986년 대회, 1989년 대회, 1990년 대회에서 금메달을 획득하고, 1987년 대회에서 준우승을 했다. 또 1987년에 캐나다컵에 소련 대표로 참가하여 준우승을 기록했다.
소련 붕괴 후에는 러시아 국가대표가 되었으며, 1994년 4월 22일 프랑스와의 경기를 통해 러시아 대표팀 선수로서의 첫 경기를 가졌다. 이 경기는 6-0으로 러시아가 승리했다. 이후 1994년과 2000년 세계 선수권 대회에 참가하였고, 1998년에 일본 나가노에서 열린 올림픽에 참가하여 은메달을 획득하였다. 그는 소련 국가대표로서 164경기에 출전하여 81골, 35어시스트를 기록했고, 러시아 국가대표로서 23경기에 출전하여 6골, 9어시스트를 기록했다.
스탠리 컵(1996)과 올림픽 금메달(1988), 세계 선수권 대회 금메달(1986, 1989)을 획득하여 트리플 골드 클럽에 가입하였으며, 올림픽 우승을 차지한 1988년에 소련 명예 체육 명인의 칭호와 노력용맹메달을 받았다.

## 은퇴 후 경력
선수 경력 은퇴 후 콘티넨탈 하키 리그(KHL) 이사를 맡았고 2015년부터 스파르타크 모스크바의 부단장을 맡고 있다.